# Anna Żelazko
Anna Żelazko est une joueuse de football polonaise née le 15 avril 1983. Elle évolue au poste d'attaquante au RTP Unia Racibórz, où elle est capitaine, ainsi qu'en équipe de Pologne depuis 2001.

## Palmarès

### En club
- Championnat de Pologne
  - Vainqueur avec le AZS Wrocław en 2006, 2007 et 2008
  - Vainqueur avec le RTP Unia Racibórz en 2010, 2011, 2012 et 2013
- Coupe de Pologne
  - Vainqueur avec le Czarni Sosnowiec en 2001 et 2002
  - Vainqueur avec le AZS Wrocław en 2007 et 2009
  - Vainqueur avec le Unia Racibórz en 2010, 2011 et 2012

### En équipe nationale
- Équipe de Pologne
  - participation aux phases éliminatoires des Coupes du monde 2003 et 2007
  - participation aux phases éliminatoires des 2005 et 2009

### Distinctions personnelles
- Meilleure buteuse du championnat 2005/2005 (25 buts) avec le Czarni Sosnowiec
- Meilleure buteuse du championnat 2006/2007 (18 buts) avec le AZS Wrocław
- Meilleure buteuse du championnat 2008/2009 (29 buts) avec le AZS Wrocław